# تپه شور حصار
تپه شور حصار در شهرستان تربت حیدریه، بخش جلگه‌رخ، روستای شورحصار واقع شده و این اثر در تاریخ ۲۴ اسفند ۱۳۸۳ با شمارهٔ ثبت ۱۱۶۵۶ به‌عنوان یکی از آثار ملی ایران به ثبت رسیده است.